# Stratioceros princeps
Stratioceros princeps là một loài bọ cánh cứng trong họ Cerambycidae.